# Ibón de Plan
El ibón de Plan, también llamado Basa de la Mora, es un lago glaciar de alta montaña del Pirineo aragonés.

## Morfología

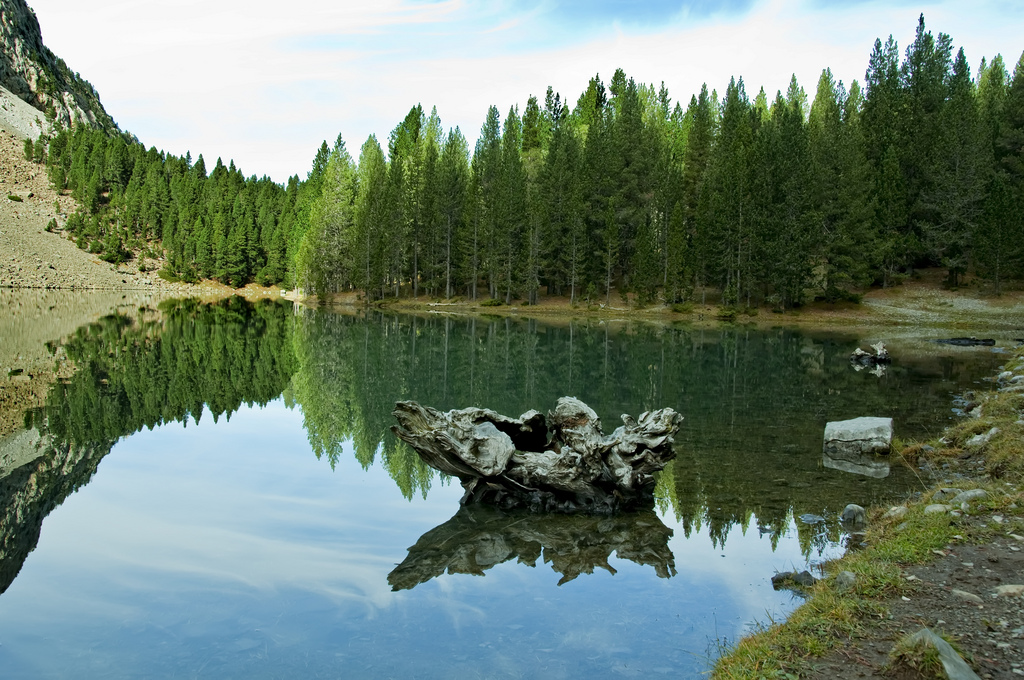
Reflejos en la Basa de La Mora.

Está situado a 1910 m s. n. m., en el municipio de Plan (Huesca).

## Acceso
Desde el pueblo de Plan, se puede ascender a este maravilloso lago natural en 3 horas, aproximadamente.
Una vez en Plan, desvío a la derecha en la carretera Ainsa-Bielsa,tomamos el primer desvío a la derecha que hay justo al inicio del pueblo, atravesamos el río Cinqueta,y allí justo al lado de las piscinas se puede aparcar el coche.
Tomaremos la senda que sigue el curso del río aguas abajo. A unos 700-800 m a la izquierda veremos un sendero señalizado por el que iremos subiendo de una manera bastante pronunciada, primero entre una cerrada vegetación agradable en verano, que se va abriendo a medida que subimos. 
El sendero esta bastante bien señalizado. Atravesaremos 2 veces el curso de agua que desciende por el barranco del Ibon y seguiremos por un sendero pedregoso. Al final llegaremos a un bonita pradera, donde debemos seguir en dirección a un poste de innivacion y a apenas unos cientos de metros nos encontraremos con el Ibón de Plan. Si se va temprano no es difícil ver sarrios bebiendo de él.

## Mitología
Según la leyenda, las personas de alma pura que en la noche de San Juan laven su cara en sus aguas, verán una bella mora bailando una danza mágica y embelesadora.